# Il segno della croce (Marino Moretti)
Il segno della croce è un romanzo dello scrittore italiano Marino Moretti, scritto e pubblicato nel 1926, con il sottotitolo "il romanzo di una serva di campagna" e con la dedica "alla cara memoria di Maria C., serva".